# 古北新区
古北新区，即虹桥街道荣华居民区，位于上海市浦西长宁区古北路附近，是上海第一家有规模的国际居住新区，居住了来自欧美、日本、韩国等国家和港澳在内的海内外在沪投资商人和企业驻沪代表，也是台商聚居地之一，被戏称为上海的“小联合国”。古北新区范围北起虹桥路延安路高架，南到古羊路，西临虹许路，东至宋园路，占地1.366平方公里。广义上的古北地区则被定义为古北新区、虹桥地区和仙霞地区三区的范围。

## 概要

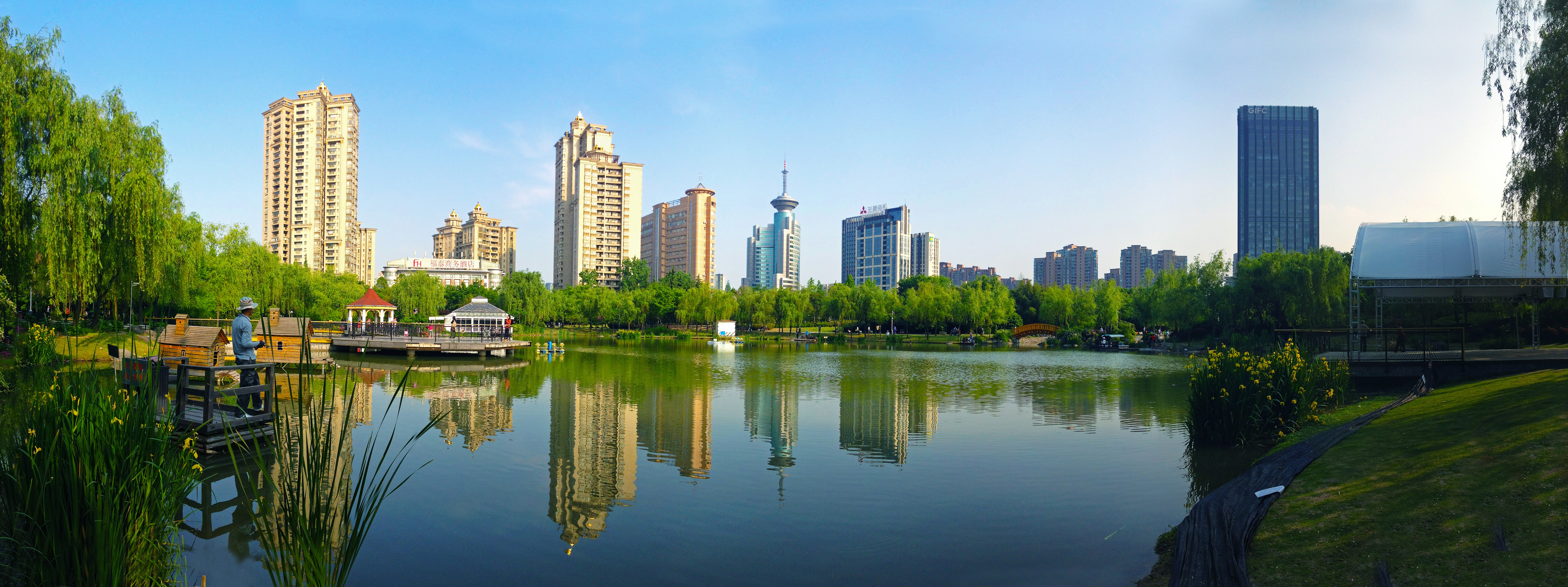
古北新虹桥中心花园湖岸一角全景

20世纪八十年代上海适应改革开放的需要，成立了上海虹桥经济技术开发区和闵行工业开发区、漕河泾工业开发区用以改善上海投资氛围吸收外国投资。为完善虹桥开发区商务中心的功能，上海市建委于1986年12月正式行文开发上海古北新区，由上海市房地局下属的中华企业公司、长宁区建委下属的新长宁集团、原上海民用设计院下属的浦江工程建设顾问公司三家于同年12月12日成立了上海古北新区联合发展有限公司。公司主要职能是统一开发、统一规划、统一建设高标准涉外居住区，形成以虹桥路为界，北面虹桥商贸开发区、南面古北居住开发区和集商务、居住功能，匹配完善的大虹桥经济区域。
新区的规划聘请了法国设计师为总设计师。古北南路以西的古北一期建设讲究建筑的轴线对称，建筑立面体现欧陆风格，同时拥有完善的市政道路及公建配套设施。获得了上海首次评选的“十大景观”称号。1995年，古北新区一期竣工。1995年底，古北新区建成多层高级公寓15幢，高层高级公寓21幢，花园住宅88幢。
经过20多年，房屋设施逐渐陈旧老化，加上上海的经济不断发展、海外人士迅速增多，古北新区渐渐无法满足住户的需求，在浦东联洋、碧云地区又形成了新的国际性居住交流社区。

## 人口
截至2022年底，古北设计共有居民1.2万户、3.3万人；其中51%、约1.6万人是境外人员，主要来自港澳台地区、日本、韩国、欧美等。

### 日籍人口
上海是在华日本人人数最多的城市，也是全世界继洛杉矶后最大的日本人聚集城市。2015年大致有46,115名日本人居住在上海。其中43%的在沪日本人居住在长宁区，而居住在长宁区的日本人中绝大部分居住在古北地区，古北地区成为上海市内最大的日本人聚居区。除了古北新区外，仙霞地区亦有大量的日本侨民居住。居住在古北新区的日本人原先大多为日资公司派遣职员及其家属，1980年代日本领事馆从淮海中路迁址至古北地区也吸引了部分日本人。2004年中国政府放宽对外国人在华小规模投资的限制后，又有许多日本人来到古北地区进行创业。这些小规模创业者开设的日本人学校、日本食品专卖店、日资超市、居酒屋、医疗设施店、房地产中介、按摩店、美容美发店不仅缓解了古北地区缺乏的针对特定日本顾客的服务产业的情况，还辐射到浦东新区甚至昆山、苏州的日本人居住区。

## 政治

### 行政区划
广义上的古北地区包括古北新区、虹桥开发区和仙霞地区。其中古北新区、虹桥开发区属于虹桥街道管辖。两个街道以虹桥路为界，北面为仙霞新村街道，南侧为虹桥街道。
| 方位 | 归属         | 简介                                 | 重要设施与机构                                     | 标志建筑                                     |
| ---- | ------------ | ------------------------------------ | -------------------------------------------------- | -------------------------------------------- |
| 南部 | 虹桥街道     | 包括古北新区和上海虹桥经济技术开发区 | 古北市民中心 上海虹桥元一希尔顿酒店 虹桥高尔夫球场 | 古北国际广场 上海东方广播电台                |
| 北部 | 仙霞新村街道 | 主要为居住区                         | 慧谷白猫园区 上海仙霞国际网球中心 虹桥锦江大酒店   | 新虹桥中心公园 上海世贸展馆 上海国际贸易中心 |

### 古北议事厅
古北议事厅全称古北市民议事厅，驻地古北市民中心，是古北地区内虹桥街道荣华居民区为应对辖区内居民组成多元化、传统的管理方法失效等状况而创立的一个基层民主自治平台。议事厅由中共荣华居民区党委通过筛选出居民区内12名热心、有威望和能力较强的市民议事员组成，其中有一定数量的外籍议事员。议事员主要负责定期收集居民问题和意见、形成议题向居民区党委报告并协商议题；约请小区物业、业委会主任、政府代表或人大代表协商议题等工作。议事厅提出的所有议题讨论通过后均需要由党组织批准并通过当地政府落实。

### 艺术

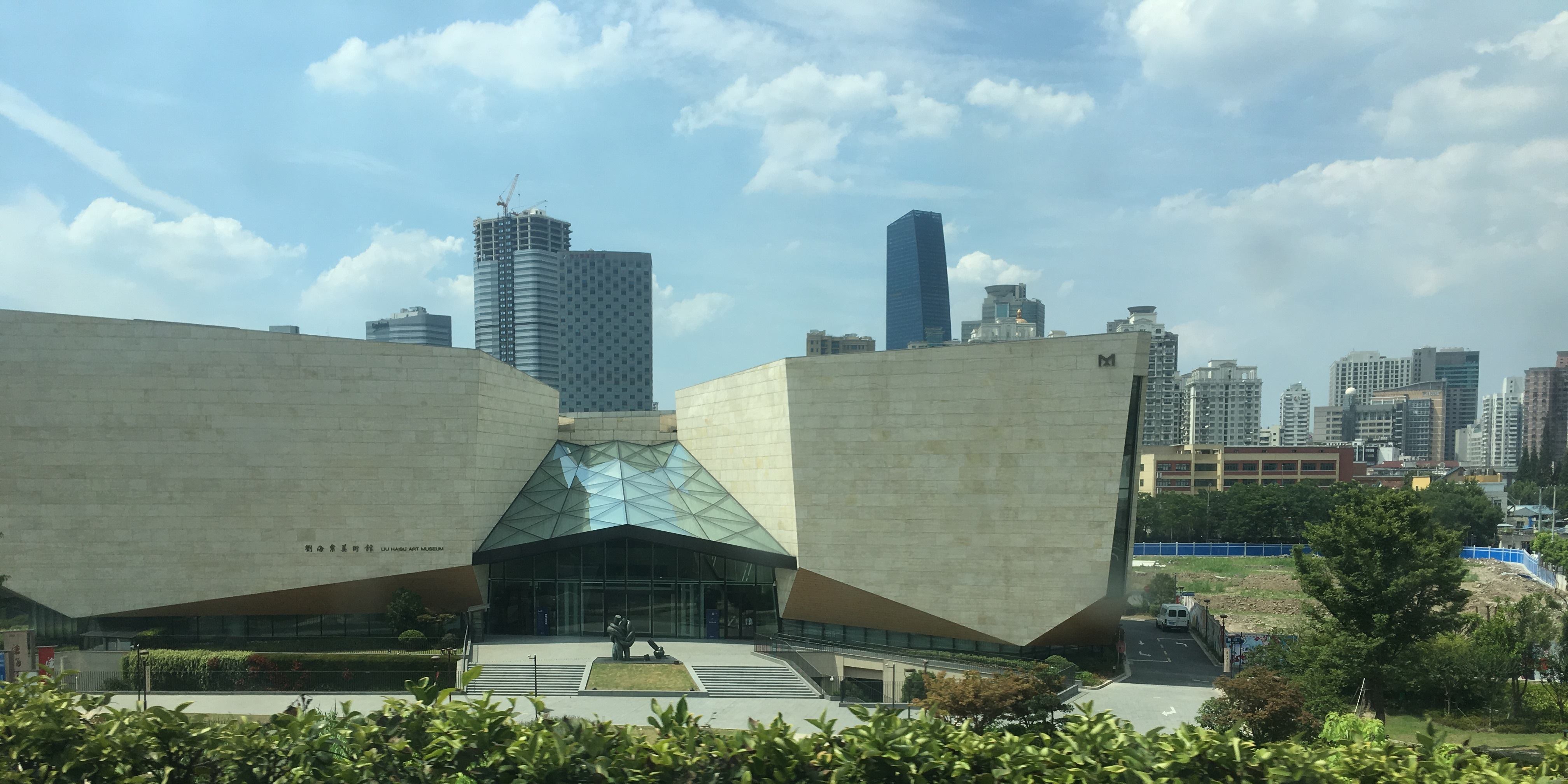
上海国际舞蹈中心

## 文化

### 教育

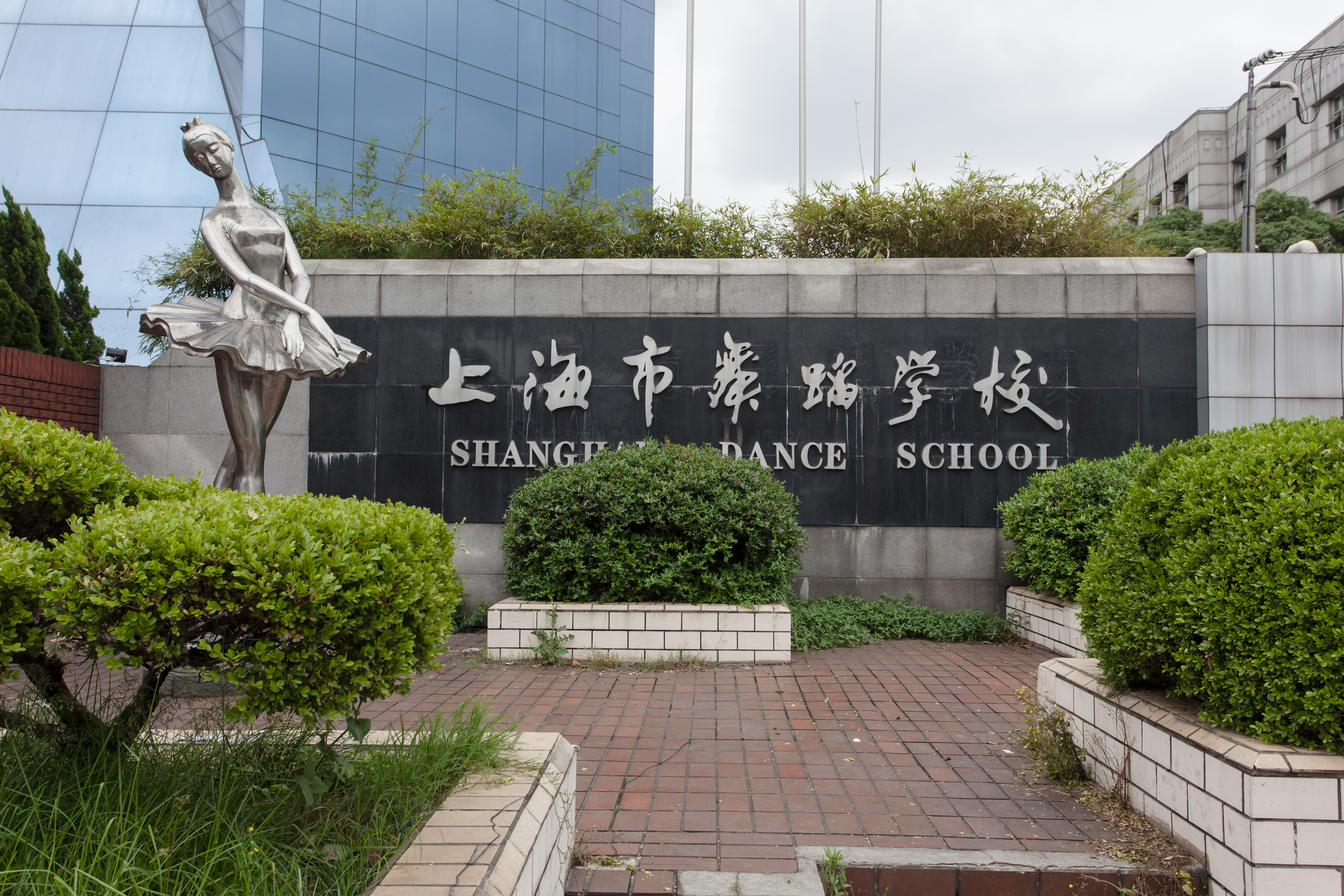
上海戏剧学院附属舞蹈学校

由于古北地区居住的多是外籍居民，因此该地区的教育也呈国际化：地区内有多间国际学校提供不同的课程以适应不同国家居民的教育需求。1993年9月，为适应古北新区内日益增多的外籍居民子女的教育需求，香港耀中國際學校在古北地区成立上海耀中国际学校，该校是中国大陆首间获政府官方正式认可和注册办学的国际学校。之后，又有许多国际学校在该地区内建立。
古北地区内的主要学校如下：
- 上海耀中国际学校
- 上海协和双语学校
- 上海市建青实验学校
- 虹桥国际学校
- 新世纪中学

此外古北新区有以下开发前便已设立的学校：
- 上海戏剧学院附属舞蹈学校
- 上海盲童学校

## 主要建筑

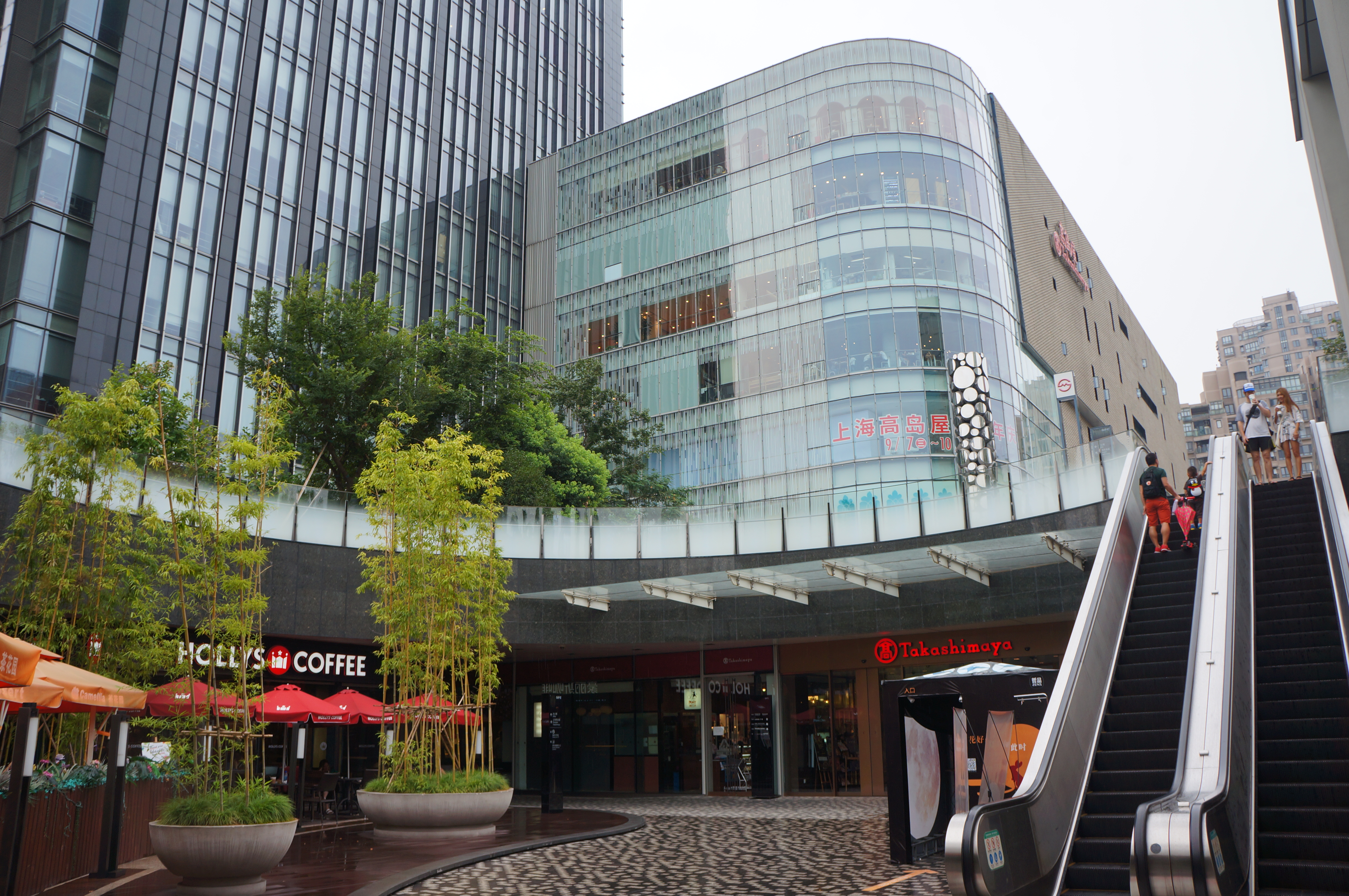
上海高岛屋

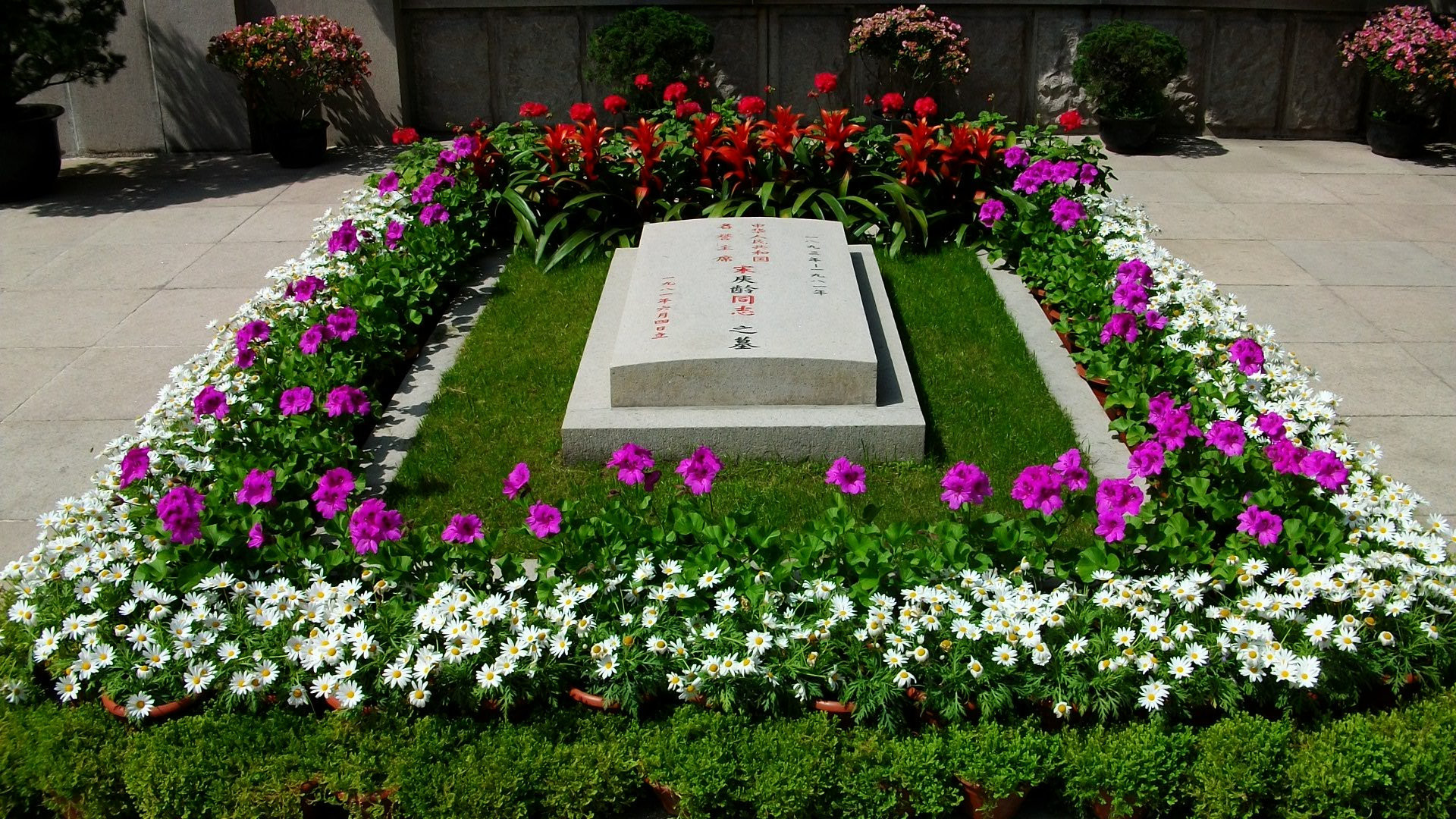
宋庆龄陵园

古北新区主要规划为一期、二期和三期。古北一期位于古北路以西，主要为高层公寓、办公综合楼与展览厅组成的综合建筑群。主要外销房项目包括钻石公寓、宝石公寓、明珠大楼、碧玉公寓、翡翠公寓等。1995年一期大部分项目竣工，2000年已经发展成上海市知名的国际社区。
- 钻石公寓
- 宝石公寓

2003年起，古北二期地区在古北一期呈饱和之势后开始繁荣了起来。古北二期主要为住宅群和部分办公设施建筑群。与古北一期略有不同，每一个地块的建筑由建商自行设计，不再统一规划。古北二期的住宅大楼普遍比古北一期要高。古北二期延续了古北一期内的黄金城道，并且改为禁行车辆的步行街，试图营造西式风格的优雅街道。依照官方说法，银行、美容院一类的商家会被禁止入驻，但事实上依旧有此类商店入驻。古北三区则为别墅、高层公寓和多层公寓为主体的综合楼区。
- 虹桥迎宾馆
- 上海东方广播电台
- 宋庆龄陵园
- 高岛屋，是株式会社高島屋在中国大陆开设的第一家门店[17]
- 家乐福超市古北店，是全世界收益最高的家乐福，日均营业额逾200万人民币，在任何时候人潮都相当汹涌[18]。
- 古北SOHO

## 交通

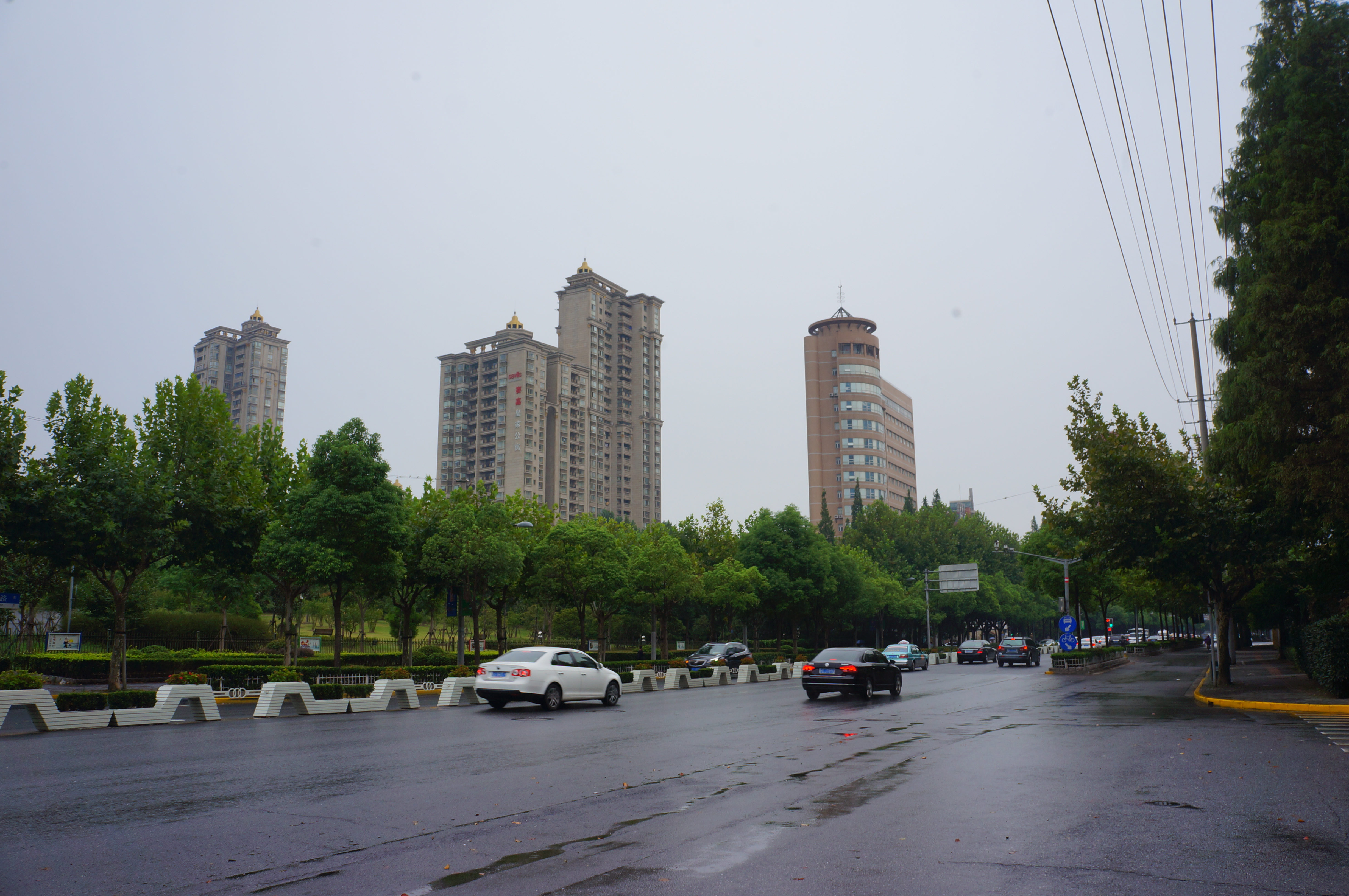
虹桥路穿古北而过

### 道路交通
古北地区内因外籍人士众多，因此区内居民主要以自驾出行为主。
- 虹桥路：前往虹桥机场、徐家汇
- 延安西路高架：前往市区、静安寺、南京西路、虹桥机场
- 中环路：前往普陀区、漕河泾开发区
- 古北路：

### 轨道交通

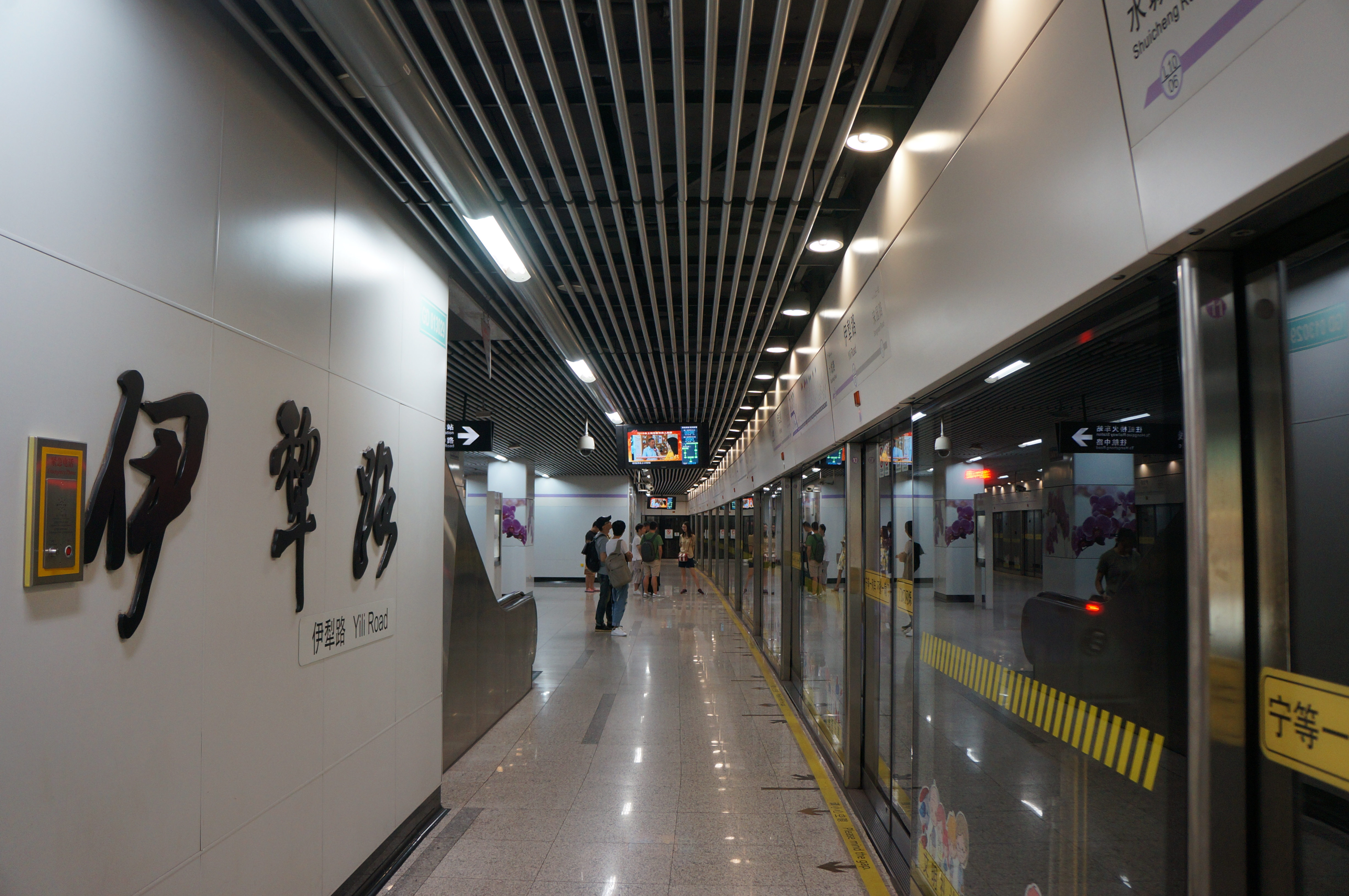
伊犁路站是古北地区其中一個主要车站

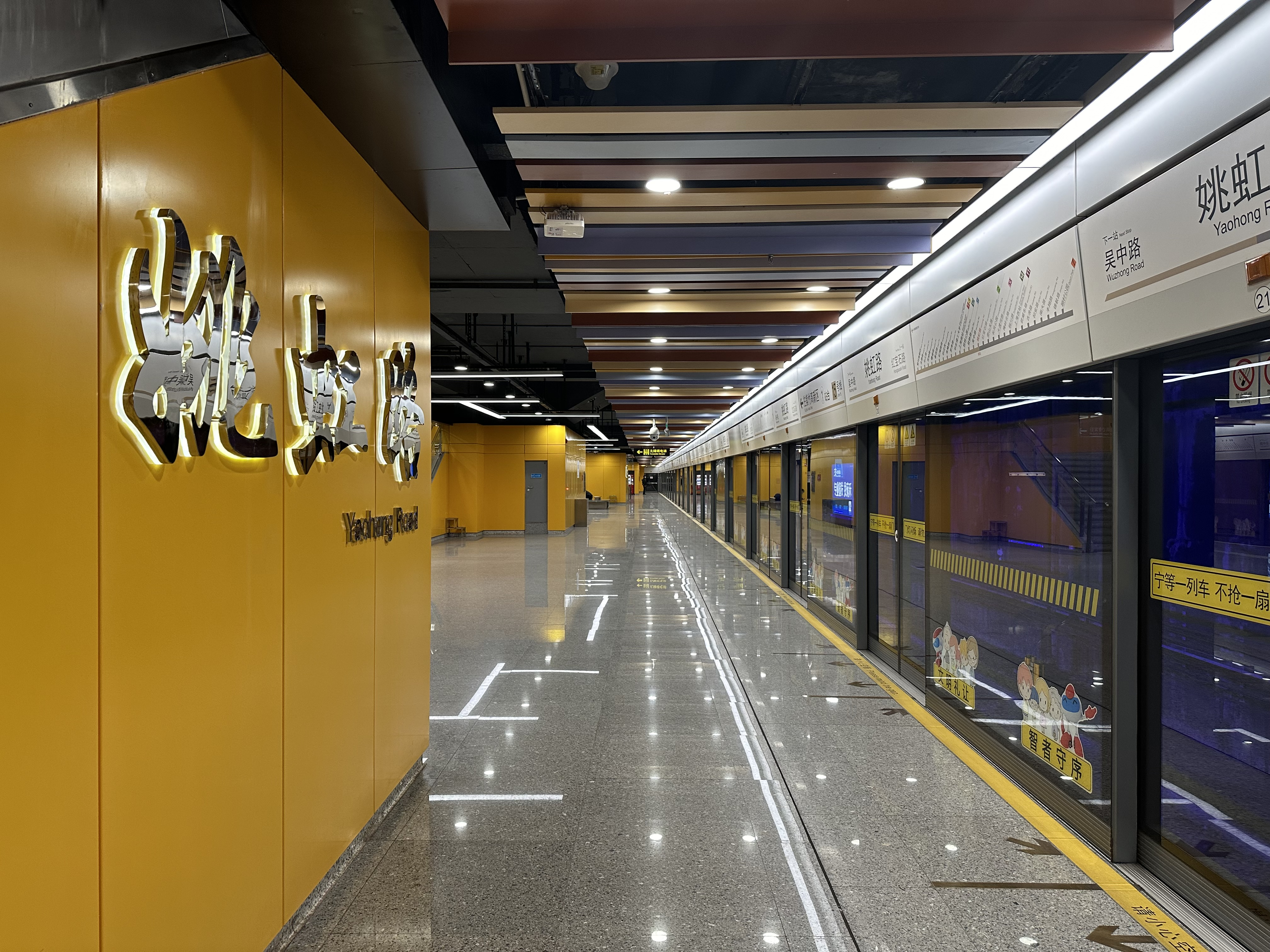
15号线姚虹路站

目前经过古北地区的主要线路有上海轨道交通10号线，该线路横贯古北北部地区，连接市中心、五角场、新江湾城、外高桥和虹桥机场。。另有上海轨道交通15号线纵贯古北南北，连接普陀区和闵行区。
- 10号线︰水城路站、伊犁路站、宋园路站
- 15号线︰红宝石路站、姚虹路站

### 公交线路
- 57路
- 48路
- 911路
- 1251路